# Polystichum piceopaleaceum
Polystichum piceopaleaceum är en träjonväxtart som beskrevs av Tag. Polystichum piceopaleaceum ingår i släktet Polystichum och familjen Dryopteridaceae. Inga underarter finns listade.